# Messier 30
Messier 30 (M30)  eller NGC 7099 är en klotformig stjärnhop med skenbara magnituden 7,7, belägen i stjärnbilden Stenbocken. Den upptäcktes av Charles Messier år 1764, som beskrev den som en cirkelformad nebulosa utan stjärna. I New General Catalogue, sammanställd under 1880-talet, beskrevs den som en "anmärkningsvärd klotformig, ljus, stor, något oval.".
Messier 30 kan lätt ses med en handkikare som en fläck av dimmigt ljus ca 4 bågminuter bred, som är något långsträckt längs den öst-västliga axeln. Med ett större instrument kan enskilda stjärnor upplösas och stjärnhopen täcker då en vinkel på upp till 12 bågminuter med successiv förtätning till en komprimerad kärna ungefär en bågminut bred som har ytterligare stjärntäthet inom sig. Den är längst observerbar (i motsats till solen) under första halvan av augusti.

## Egenskaper
Messier 30 är belägen 27 100 ljusår bort från jorden med ungefär 2,5 procent felmarginal, och har en vidd av ca 93 ljusår. Den beräknade åldern är ungefär 12,9 miljard år och den har en massa av omkring 160 000 solmassor. Stjärnhopen följer en bakåtriktad bana (mot det allmänna flödet) genom den inre galaktiska halon, vilket tyder på att den kommit in från en satellitgalax snarare än att bildats inom Vintergatan.  Den ligger i denna epok 22 200 ljusår (6800 pc), från galaxens centrum, jämfört med beräknade 26 000 ljusår (8000 pc) för solen.
Messier 30 har genomgått en dynamisk process som kallas kärnkollaps och har nu en masskoncentration i dess kärna på cirka en miljon gånger solens massa per kubikparsek. Detta gör den till en av de tyngsta densitetsregionerna i Vintergatans galax. Stjärnor i så tät närhet kommer att medverka i en stor mängd interaktioner som kan skapa dubbelstjärnor liksom en typ av stjärna som kallas en blå eftersläntrare som bildas genom massöverföring. En process av massegregation kan ha medfört att centralregionen kan ha fått en större andel av tyngre stjärnor som skapar en färgagradient med ökande blåton in mot mitten av stjärnhopen.

## Galleri

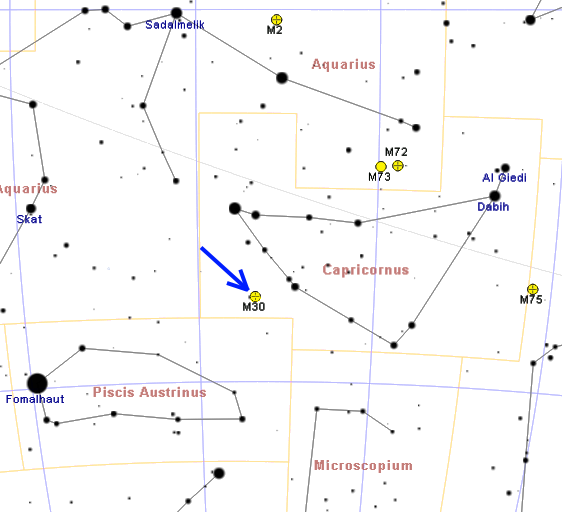
Karta som visar platsen för Messier 30.